# Batrachospermum
Batrachospermum, rod crvenih algi iz porodice Batrachospermaceae, dio reda Batrachospermales. Postoji 60 priznatih vrsta a tipična je slatkovodna alga B. gelatinosum.

## Vrste
1. Batrachospermum aestivale Bory
2. Batrachospermum alcyonideum Bory
3. Batrachospermum alpinum Nägeli
4. Batrachospermum americanum L.D.von Schweinitz ex C.Agardh
5. Batrachospermum androgyne L.H.Flint ex T.J.Entwisle
6. Batrachospermum androinvolucrum Sheath, M.L.Vis & K.M.Cole
7. Batrachospermum annulatum Skuja
8. Batrachospermum araiasakame Skuja
9. Batrachospermum aristatum Skuja
10. Batrachospermum ariston Skuja
11. Batrachospermum atrichum Skuja
12. Batrachospermum bangladeshianum Islam & P.Reis
13. Batrachospermum beraense Kumano
14. Batrachospermum breutelii Rabenhorst
15. Batrachospermum capillaceum Skuja
16. Batrachospermum carpocontortum Sheath, Morison, K.M.Cole & Vanalstyne
17. Batrachospermum claviceps Kützing
18. Batrachospermum crassiusculum Bory
19. Batrachospermum dapsile I.S.Chapuis & M.L.Vis
20. Batrachospermum desikacharyi V.Sankaran
21. Batrachospermum diaphanum Skuja ex O.Necchi
22. Batrachospermum elegans Sirodot
23. Batrachospermum equisetifolium Montagne
24. Batrachospermum faciferum Skuja ex T.J.Entwisle
25. Batrachospermum gelatinosum (Linnaeus) De Candolle
26. Batrachospermum graibussoniense Sirodot
27. Batrachospermum guianense (Montagne) Kützing
28. Batrachospermum heteromorphum Z.X.Shi, Z.Y.Hu & S.Kumano
29. Batrachospermum hypogynum S.Kumano & M.Ratnasabapathy
30. Batrachospermum islandrinum L.H.Flint ex T.J.Entwisle
31. Batrachospermum julianum G.Arcangeli
32. Batrachospermum khaoluangensis W.Chankaew, Y.Peerapornpisal & S.Kumano
33. Batrachospermum lamprogyne Skuja ex T.J.Entwisle
34. Batrachospermum lochmodes Skuja
35. Batrachospermum loefgrenii Skuja
36. Batrachospermum mascomi L.H.Flint
37. Batrachospermum medium Starmach
38. Batrachospermum microspermum Skuja ex T.J.Entwisle
39. Batrachospermum miniatum Bory
40. Batrachospermum naiadis I.S.Chapuis & M.L.Vis
41. Batrachospermum nova-guineense Kumano & Johnstone
42. Batrachospermum pengzhouense S.-L.Xie & Z.-X.Shi
43. Batrachospermum pozoazulense Chapuis & Vis
44. Batrachospermum protimum Skuja
45. Batrachospermum pulchrum Sirodot
46. Batrachospermum pullum Skuja ex T.J.Entwisle
47. Batrachospermum qujingense K.-P.Fang, F.-R.Nan & S.L.Xie
48. Batrachospermum rivularioides Bory
49. Batrachospermum serendipidum Entwisle & M.L.Vis
50. Batrachospermum shanxiense S.L.Xie, I.S.Chapuis & M.L.Vis
51. Batrachospermum sinense C.C.Jao
52. Batrachospermum skujae Geitler
53. Batrachospermum szechwanense C.-C.Jao
54. Batrachospermum torridum Montagne
55. Batrachospermum trichocontortum Sheath & Vis
56. Batrachospermum trichofurcatum Sheath & Vis
57. Batrachospermum triste Bory
58. Batrachospermum ulandrium Skuja
59. Batrachospermum yunnanense S.-L.Xie & Z.-X.Shi
60. Batrachospermum zostericola Bory